# Torneo di Carlsbad 1929

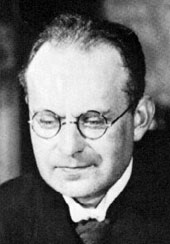
Aron Nimzovich, vincitore del torneo.

Il torneo di Carlsbad 1929 è stato l'ultimo di una serie di quattro tornei internazionali di scacchi svoltisi nella città termale di Carlsbad (oggi Karlovy Vary), in Boemia. Gli altri tornei si svolsero nel 1907, 1911 e 1923.
Vi parteciparono 22 giocatori e si giocò dal 30 luglio al 28 agosto 1929. Il campione del mondo Alexander Alekhine non vi prese parte, ma era presente a Carlsbad e inviò sei articoli sul torneo al New York Times. Partecipò invece la campionessa del mondo femminile, Vera Menchik. Il controllo del tempo era di 30 mosse in due ore, seguite da 15 mosse ogni ora. Il direttore di gara era Viktor Tietz.
Il torneo fu vinto da Aron Nimzovich con 15/21, seguito da José Raúl Capablanca e Rudolf Spielmann con 14½/21.
Nei primi dieci turni Spielmann guidava la classifica con nove punti, ma al 13º turno fu raggiunto da Capablanca. Dopo il 20º turno Nimzovich e Spielmann erano a pari punti con 14/20, ma nell'ultimo e decisivo turno Nimzovich vinse contro Tartakower, mentre Spielmann fece patta contro Matisons.
La vittoria di Nimzovich in questo torneo è considerata il più grande successo della sua carriera.
Il premio di bellezza andò a Sämisch per la sua partita del 18º turno contro Grünfeld.

## Classifica e risultati
| #  | Giocatore                  | 1 | 2 | 3 | 4 | 5 | 6 | 7 | 8 | 9 | 10 | 11 | 12 | 13 | 14 | 15 | 16 | 17 | 18 | 19 | 20 | 21 | 22 | Punti |
| -- | -------------------------- | - | - | - | - | - | - | - | - | - | -- | -- | -- | -- | -- | -- | -- | -- | -- | -- | -- | -- | -- | ----- |
| 1  | Aron Nimzovich (DNK)       | x | ½ | 1 | ½ | ½ | 1 | 1 | 1 | ½ | ½  | 1  | 1  | ½  | ½  | ½  | 1  | 0  | 1  | ½  | 1  | ½  | 1  | 15    |
| 2  | José Raúl Capablanca (CUB) | ½ | x | 0 | ½ | 1 | ½ | ½ | ½ | ½ | ½  | 1  | ½  | 1  | 1  | 1  | 0  | 1  | 1  | 1  | 1  | ½  | 1  | 14½   |
| 3  | Rudolf Spielmann (AUT)     | 0 | 1 | x | 0 | ½ | ½ | ½ | ½ | 1 | 0  | ½  | ½  | 1  | 1  | 1  | 1  | ½  | 1  | 1  | 1  | 1  | 1  | 14½   |
| 4  | Akiba Rubinstein (POL)     | ½ | ½ | 1 | x | ½ | ½ | ½ | ½ | 1 | 1  | 1  | ½  | ½  | ½  | 1  | ½  | ½  | 1  | ½  | 0  | ½  | 1  | 13½   |
| 5  | Albert Becker (AUT)        | ½ | 0 | ½ | ½ | x | 1 | 1 | 1 | 0 | 0  | 1  | ½  | ½  | ½  | ½  | ½  | 1  | ½  | 1  | 1  | ½  | 0  | 12    |
| 6  | Milan Vidmar (YUG)         | 0 | ½ | ½ | ½ | 0 | x | 1 | ½ | ½ | ½  | ½  | 1  | ½  | 1  | 0  | ½  | ½  | 0  | 1  | 1  | 1  | 1  | 12    |
| 7  | Max Euwe (NLD)             | 0 | ½ | ½ | ½ | 0 | 0 | x | ½ | ½ | 1  | ½  | ½  | ½  | 1  | 1  | ½  | ½  | 1  | ½  | ½  | 1  | 1  | 12    |
| 8  | Efim Bogoljubow (DEU)      | 0 | ½ | ½ | ½ | 0 | ½ | ½ | x | ½ | ½  | ½  | 0  | 0  | 1  | 1  | 1  | 1  | 0  | ½  | 1  | 1  | 1  | 11½   |
| 9  | Ernst Grünfeld (AUT)       | ½ | ½ | 0 | 0 | 1 | ½ | ½ | ½ | x | ½  | ½  | ½  | 1  | 0  | ½  | 0  | 1  | ½  | 1  | ½  | 1  | ½  | 11    |
| 10 | Esteban Canal (PER)        | ½ | ½ | 1 | 0 | 1 | ½ | 0 | ½ | ½ | x  | 1  | ½  | 0  | 0  | ½  | ½  | 0  | 1  | 0  | ½  | 1  | 1  | 10½   |
| 11 | Hermanis Matisons (LVA)    | 0 | 0 | ½ | 0 | 0 | ½ | ½ | ½ | ½ | 0  | x  | 1  | 1  | 1  | 0  | 1  | 1  | 1  | ½  | 0  | ½  | 1  | 10½   |
| 12 | Savielly Tartakower (POL)  | 0 | ½ | ½ | ½ | ½ | 0 | ½ | 1 | ½ | ½  | 0  | x  | ½  | ½  | ½  | ½  | ½  | ½  | ½  | ½  | ½  | 1  | 10½   |
| 13 | Géza Maróczy (HUN)         | ½ | 0 | 0 | ½ | ½ | ½ | ½ | 1 | 0 | 1  | 0  | ½  | x  | 0  | 0  | 0  | 1  | ½  | 1  | 1  | ½  | 1  | 10    |
| 14 | Edgard Colle (BEL)         | ½ | 0 | 0 | ½ | ½ | 0 | 0 | 0 | 1 | 1  | 0  | ½  | 1  | x  | 1  | ½  | 1  | 0  | ½  | 0  | 1  | 1  | 10    |
| 15 | Karel Treybal (CSK)        | ½ | 0 | 0 | 0 | ½ | 1 | 0 | 0 | ½ | ½  | 1  | ½  | 1  | 0  | x  | ½  | ½  | 0  | 1  | 1  | ½  | 1  | 10    |
| 16 | Friedrich Sämisch (DEU)    | 0 | 1 | 0 | ½ | ½ | ½ | ½ | 0 | 1 | ½  | 0  | ½  | 1  | ½  | ½  | x  | ½  | 0  | ½  | ½  | 1  | 0  | 9½    |
| 17 | Frederick Yates (ENG)      | 1 | 0 | ½ | ½ | 0 | ½ | ½ | 0 | 0 | 1  | 0  | ½  | 0  | 0  | ½  | ½  | x  | 1  | ½  | ½  | 1  | 1  | 9½    |
| 18 | Paul Johner (CHE)          | 0 | 0 | 0 | 0 | ½ | 1 | 0 | 1 | ½ | 0  | 0  | ½  | ½  | 1  | 1  | 1  | 0  | x  | ½  | 0  | ½  | 1  | 9     |
| 19 | Frank J. Marshall (USA)    | ½ | 0 | 0 | ½ | 0 | 0 | ½ | ½ | 0 | 1  | ½  | ½  | 0  | ½  | 0  | ½  | ½  | ½  | x  | 1  | 1  | 1  | 9     |
| 20 | Karl Gilg (CSK)            | 0 | 0 | 0 | 1 | 0 | 0 | ½ | 0 | ½ | ½  | 1  | ½  | 0  | 1  | 0  | ½  | ½  | 1  | 0  | x  | ½  | ½  | 8     |
| 21 | George Alan Thomas (ENG)   | ½ | ½ | 0 | ½ | ½ | 0 | 0 | 0 | 0 | 0  | ½  | ½  | ½  | 0  | ½  | 0  | 0  | ½  | 0  | ½  | x  | 1  | 6     |
| 22 | Vera Menchik (CSK)         | 0 | 0 | 0 | 0 | 1 | 0 | 0 | 0 | ½ | 0  | 0  | 0  | 0  | 0  | 0  | 1  | 0  | 0  | 0  | ½  | 0  | x  | 3     |